# Katastrofa górnicza w Południowej Afryce (2009)
Katastrofa górnicza w Południowej Afryce - katastrofa górnicza, która miała miejsce na przełomie maja i czerwca 2009 roku w prowincji Wolne Państwo (Południowa Afryka). W jej wyniku zginęło co najmniej 82 nielegalnych górników (wielu pochodziło z Lesotho, Mozambiku i Zimbabwe). Najprawdopodobniej udusili się, gdy w wyłączonej z eksploatacji części kopalni wybuchł pożar.     
Kopalnia, w której doszło do katastrofy należała do największego w RPA koncernu wydobywającego złoto, Harmony Gold.   
Minister górnictwa Susan Shabangu odwiedziła miejsce katastrofy 2 czerwca 2009. Potępiła nielegalne wydobycie surowca i jednocześnie złożyła wyrazy ubolewania z powodu ofiar katastrofy. Rząd odmówił rekompensat dla rodzin zmarłych górników. 
5 czerwca 2009 zawieszonych zostało 77 pracowników Harmony Gold oraz 45 dostawców, którzy prawdopodobnie byli zamieszani w organizowanie nielegalnej pracy górników. Ponadto 100 pracowników związanych z tą sprawą zostało aresztowanych. Według Mining Weekly Online w 2009 aresztowano już 114 osób pod podobnym zarzutem, w tym 19 innych pracowników Harmony Gold.